# Yamaha QT50

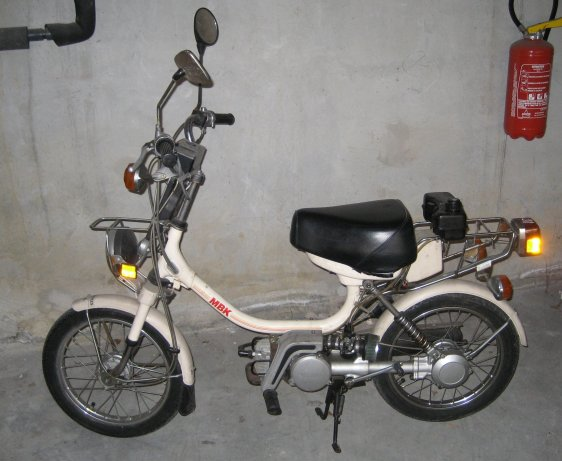
Yamaha QT50

A Yamaha QT50 Yamahopper egy moped, amit 1979-től 1987-ig gyártott a Yamaha Motor Company. A motor 50 cm³-es (erre a neve is utal: QT50). A QT50 igen népszerű volt az 1970-es évek végén és az 1980-as évek elején. Sikerét annak köszönhette, hogy könnyen szerelhető volt, keveset fogyasztott és a fiatalok is használhatták.